# モハメド・アブデルワハブ
モハメド・アブデルワハブ（Mohamed Abdelwahab, 1983年10月1日 - 2006年8月31日）はエジプト出身のサッカー選手。ポジションはディフェンダー。
母国開催のアフリカネイションズカップ2006において優勝の原動力となったエジプト代表プレーヤー。
2006年8月31日、練習中に味方選手と激突して死亡した。22歳没。

## 所属クラブ
- 2004-2006  アル・アハリ